# Codex Theodosianus
De Codex Theodosianus (437) is een verzameling van ongeveer 2500 rescripten en een aantal edicten, uitgegeven door alle legitieme keizers sinds Constantijn (306-337), ingedeeld in zestien boeken per onderwerp. De Codex werd tussen 429 en 439 samengesteld door juristen in opdracht van Theodosius II (408-450) en zijn neef, de jonge West-Romeinse keizer Valentinianus III (425-455). De keizers wilden de wetten systematiseren, verduidelijken en daarmee tegelijkertijd hun eigen macht en autoriteit benadrukken. De Codex werd ontworpen als een gezaghebbend handboek van het Romeinse recht, geldig voor zowel het oostelijke als het westelijke deel van het Romeinse rijk.

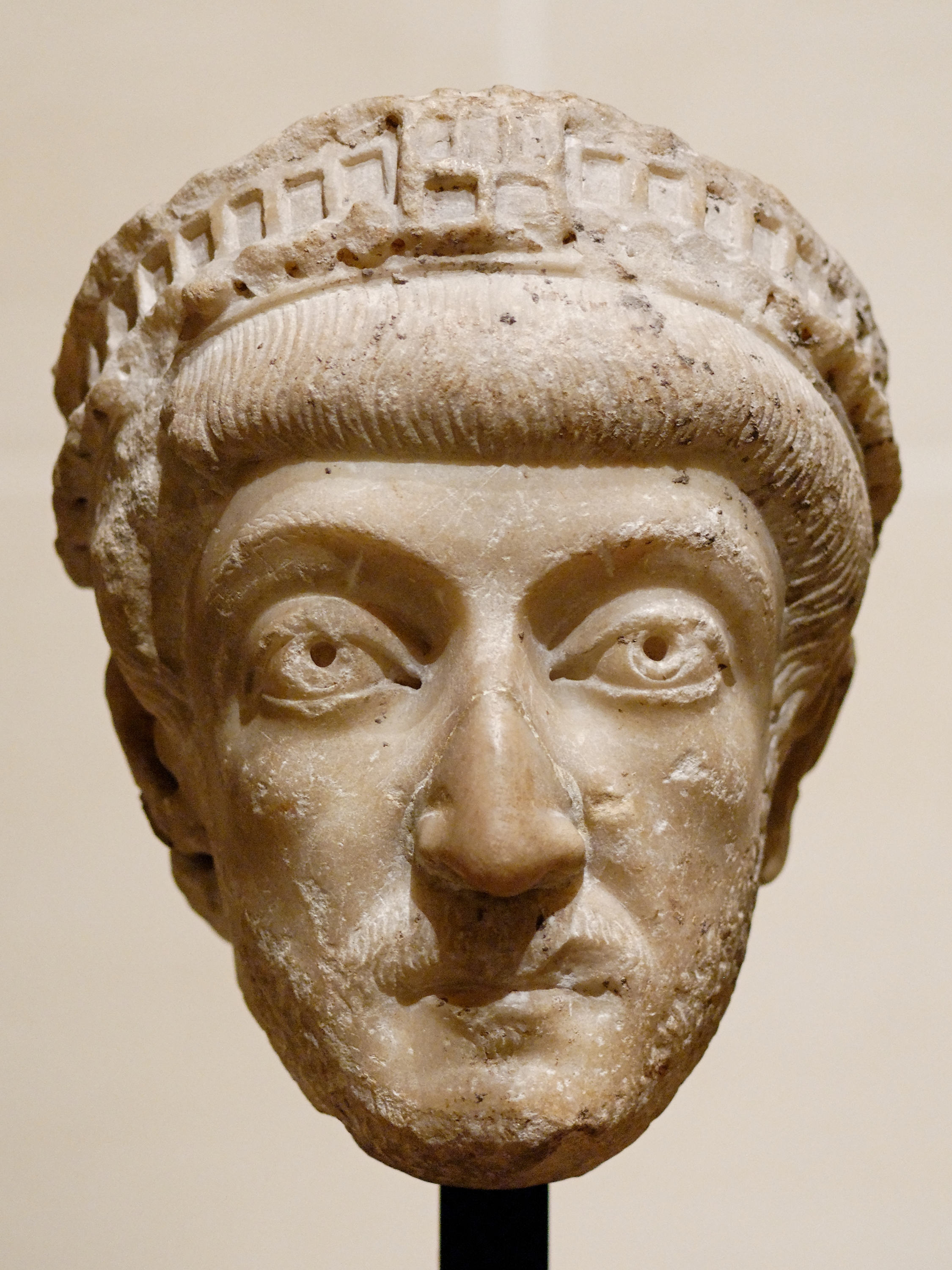
Theodosius II

## Laatantieke juridische context
Romeinse keizers hadden in de periode van het klassieke Romeinse recht van 100 tot 230 n.C. geen wetgevende bevoegdheid. Pas in de loop van de tweede eeuw groeide de keizerlijke verordening uit tot een officiële rechtsbron. De jurist Ulpianus (c. 170-223) schreef: “wat de keizer heeft besloten, heeft kracht van wet” (quod principi placuit legis habet vigorem). Op dat moment waren bijna alle belangrijke juristen werkzaam in de keizerlijke adviesraad of keizerlijke ambtenarij. Deze verandering van juridische context is typerend voor de overgang van het principaat naar het dominaat: de keizerlijke verordening werd de enige overgebleven rechtsbron.
Toch had de late keizerlijke wetgeving geen volledig autocratisch karakter. Over de uitvoering van het recht werd vaker onderhandeld dan dat het werd opgelegd en de formulering van wetten vond niet plaats in een juridisch of politiek vacuüm. De inhoud ervan werd bepaald door precedenten, huidig beleid, beschikbare informatie en druk van belangengroepen met toegang tot de consistorium (kroonraad). De openheid van keizers voor sociale verandering heeft hun wetgeving mogelijk beter aangepast aan de behoeften van het publiek en veranderende sociale mores dan anders het geval zou zijn geweest. Keizers hadden het recht om te reageren, niet alleen op juridische druk maar ook op sociale en politieke druk. Dit recht was essentieel voor de legitimiteit van de keizer als wetgever; hij kon verwachten dat zijn wetgeving zou worden gesteund door de instemming van de samenleving als geheel, het ‘consensus universorum’.

## Totstandkoming van de codex

### Waarom werd de codex uitgevaardigd?
De Codex Theodosianus vormde het eerste deel van drie codices die aanvankelijk zouden worden uitgevaardigd. Het tweede deel zou een codificatie van de teksten van invloedrijke juristen uit het Romeinse verleden worden en het derde moest alles bijeen brengen, maar deze zijn nooit gemaakt. Desondanks was de Codex Theodosianus een ambitieus plan om een eenzijdige formulering van de keizerlijke wetgeving voor het Oost-Romeinse Rijk en West-Romeinse Rijk te creëren. Voordat de Codex werd uitgevaardigd, bestond Romeinse wetgeving uit een grote verzameling boeken, rechtsvormen en wetgeving. Daarnaast bestonden er veel lokale juridische varianten en tradities, waardoor het recht verwarrend en ontoegankelijk was geworden. Volledige kennis van het recht was hierdoor onmogelijk en rechtszaken werden gevoerd door vermeende experts die hun cliënten zouden kunnen uitbuiten. Verder bleven oude wetteksten geldig zolang ze in gebruik waren en dit veroorzaakte veel onduidelijkheid in het laatantieke rechtsstelsel. Nieuwe keizerlijke wetteksten baseerden zich bovendien vaak op een combinatie van oudere juridische teksten en waren dan aangepast om het specifieke probleem dat onder aandacht was gebracht aan te pakken. Dit alles zorgde voor veel verwarring in het rechtssysteem. Daarom besloot Theodosius II tot het opstellen van een volledige verzameling wetten uit de bestaande Romeinse wetgeving. De Codex Theodosianus moest de chaos van het eigenlijke rechtssysteem oplossen, doordat het alle eerdere wetteksten verving en later niet meer mocht worden gewijzigd. Er waren hiertoe al eerdere pogingen gedaan onder keizer Diocletianus, maar die had minder sterke overheidssteun. De codex vormde voor Theodosius II een prestigeproject: door een definitieve codex uit te vaardigen die bestond uit wetten van zijn keizerlijke voorgangers, plaatste hij zichzelf in de traditie van Romeinse keizers en ontsteeg hij tegelijkertijd zijn voorgangers. Dit was een van de manieren waarop Theodosius II zijn legitimiteit als keizerlijke wetgever ontleende.

### Hoe werd de codex uitgevaardigd?
De Codex Theodosianus werd opgesteld in verschillende fases door twee commissies. De eerste fase begon in 429 met een commissie van negen juridische experts, onder leiding van ene Antiochus. In de beginfase waren zij vooral bezig met het verzamelen van wetten. De tweede commissie kwam in 435 samen en bestond uit zestien rechtsgeleerden onder leiding van de quaestor Chuzon, de zoon van Antiochus. Zij zijn gestart met het bewerken van de verzamelde wetten voor de opstelling van de Codex Theodosianus. Het was hun taak om het verzamelde materiaal te ordenen, alle onnodige verwoordingen eruit te halen en eventuele stilistische aanpassingen te maken, wat de latere redactie voortzette. De samenstellers van de Codex Theodosianus kwamen in 438 bijeen om hun concept van de leges generales - oftewel algemeen geldende wetten -  nader uit te werken.
Besluiten van de keizer over juridische zaken konden als rescripten, oftewel officiële verklaringen, worden afgekondigd. De rescripten waren alleen bedoeld voor de specifieke zaak waarvoor de uitspraak gold. Toch werden rescripten vaak gebruikt in bredere jurisprudentie dan die desbetreffende zaak en zo kregen de rescripten een wettelijke status. De tweede manier waarop keizers wetten uitvaardigden, was door middel van uitspraken in de vorm van een edict. Een dergelijk edict was gericht aan het volk en gold voor het hele rijk. Bij de Codex Theodosianus is er geen onderscheid gemaakt tussen een wetsbrief en een algemene beleidsuitspraak. De samenstellers van de codex in 438 waren verplicht om het concept van de leges generales - een algemene geldigheid van de wetten - toe te passen op de keizerlijke bepalingen die teruggingen tot Constantijn, terwijl de eerdere keizers die term zelf niet hadden gebruikt. Dit betekende dat documenten die meer dan een eeuw bewaard waren gebleven, nu in één systeem bewaard moesten worden, terwijl de originele teksten daarvoor niet waren ontworpen. Het resultaat hiervan was dat in de Codex de wijze waarop eerdere keizers hun wetgeving verspreidden niet goed naar voren komt. Ook zijn er in de codex wetten opgenomen die niet langer van kracht waren. De wetteksten in de Codex Theodosianus weken dus af van de originele keizerlijke wetteksten. Verder hebben de opstellers van de codex de wetteksten onder elke titel in een chronologische volgorde geordend. Het was noodzakelijk om de data van de oorspronkelijke uitgave - met vermelding van het consulaat - op te nemen. De datum van uitgave was namelijk bepalend voor de geldigheid van de wet, echter betekent dit niet dat alle data kloppen. De samenstellers hadden veel moet knippen in deze wetten, omdat zij immers alleen de juridische componenten nodig hadden.Veel van de oorspronkelijke retoriek in de wetten werd geschrapt. Dit had als gevolg dat de context van de oorspronkelijke wetten veelal verloren is. Harries beschreef de Codex Theodosianus daarom als “a net full of holes”.
Er bestaat daarom veel discussie over de achtergrond van de verschillende wetten in de Codex Theodosianus: de meningen zijn verdeeld over waar de eerste commissie de verzamelde wetten vandaan heeft gehaald. De gangbare visie, die hierboven is genoemd, stelt dat de opstellers van de Codex door het hele rijk reisden om provinciale archieven te doorspitten. Dit zou dan verklaren waarom het wel zes jaar duurde voor de tweede commissie aan het werk kon. De rechtsgeleerde Sirks heeft een ander interpretatie geopperd. Volgens hem baseerden de opstellers van de Codex Theodosianus zich voornamelijk op kopieboeken uit centrale archieven in Constantinopel en Rome. Dit zouden zij dan hebben aangevuld met een relatief klein aantal wetten uit provinciale archieven. De bijdrage van de provinciale archieven uit het West-Romeinse Rijk was daarbij bovendien uitermate klein. De lange periode en verscheidene fasen in de opstelling van de codex zou liggen aan belangrijke gebeurtenissen die het proces onderbroken en aan de dood van enkele leden van de eerste commissie. Hoe dan ook hebben de verschillende commissies uiteindelijk het doel van de Codex Theodosianus bereikt, daarmee was het project van het verzamelen en de redactie geslaagd.

## Retoriek in de codex
Keizerlijke macht, zoals alle macht, werd onvermijdelijk geconstrueerd door middel van taal, ook in wetgeving. Een keizer regeerde met woorden, omdat zijn macht was gebaseerd op zowel praktische machtsuitoefening als op machtssymbolen: the language of power. De samenstellers van de Codex hebben in 438 de zogenaamde ‘overbodige’ retoriek niet in het wetboek opgenomen. MacMullen was degene die het belang van taalgebruik in laatantieke wetten heeft geagendeerd. Volgens MacMullen zorgde het toenemende gebruik van retoriek en synoniemen voor verwarring: ‘In all this, the very object of language – to be understood – was forgotten’. Volgens Harries en Lenski is retoriek in wetgeving wellicht verwarrend, maar essentieel om wetten te kunnen begrijpen. Veel van deze informatie kan gedeeltelijk worden teruggevonden door terug te gaan naar de volledige wetteksten, zoals de Novellae – wetten uitgevaardigd na de Codex Theodosianus – of naar vollediger uittreksels in de Codex zelf. Maar als historici de wetten uit de Codex gebruiken als bron voor de laatantieke geschiedenis, moeten ze zich bewust zijn van wat ze niet weten en ook niet kunnen weten.

## Het petition-response model
Bij het begrijpen van de aard van laatantieke wetgeving zou de nadruk volgens Harries moeten liggen op hoe wetten zijn samengesteld en hoe we die wetten nu interpreteren. De werken van Millar en Honoré hebben de aandacht verlegd naar het responsieve karakter van wetgeving en het belang van het mechanisme en personen die het werking stelden. Er was weliswaar veel te vrezen in de laat-Romeinse autocratie, maar het laat-antieke Romeinse rijk wordt door moderne onderzoekers niet gezien als een totalitaire dwangstaat: zowel de ‘powerful’ als ‘the weak’ exploiteerden actief de inhoud en de taal van de keizerlijke wet om hun eigen doeleinden te bevorderen. Indieners van petities drongen aan op gerechtigheid en gebruikten het woord van de keizer tegen hem. Dit wordt in het Romeinse Rijk belichaamd in het proces van petition-and-response, waarmee de onderdanen van een keizer hun grieven meedeelden, en petities aan hun heerser in een vaste vorm naar voren brachten.

## Petition-response in de praktijk
Hieronder staan enkele voorbeelden van groepen uit de laatantieke Romeinse samenleving die als pressiegroep hun belangen bij de keizer probeerden te behartigen.

### Pistores
De pistores waren leden van de zakelijke elite in de steden die broodfabrieken bezaten, waarin graan werd gemalen en brood gebakken. Zij waren georganiseerd in gilden. De staat had een groot belang bij de broodproductie in de steden en voor het leger, en veel wetteksten in de codex probeerden daarom de graanmarkt en broodproductie te reguleren. De pistores hadden privéondernemingen die veelal op de markt opereerden. Verder werkten enkele pistores in Rome en Constantinopel samen met de staat om voor de annona van deze steden te produceren. Gezien de staat afhankelijk was van deze pistores, konden deze pistores soms met succes petities indienen om hun belangen te behartigen. Pistores hadden bijvoorbeeld het probleem van de aanhoudende tekorten van werknemers in hun pistrina in een petitie bij de keizer aangekaart. Verscheidene keizerlijke wetten bepaalden daarom dat de veroordeelden van milde wetsovertredingen levenslang in de pistrina van de pistores moesten gaan werken. Toch probeerden keizers in de Late Oudheid hun greep op de broodproductie in Rome en Constantinopel te verstevigen en daarom vaardigde de staat tegelijkertijd wetten uit die de vrijheid van pistores probeerden te beperken. Verder behartigde de Codex Theodosianus ook de belangen van andere invloedrijke groepen bij de broodproductie; waaronder het leger dat voor de voedselbevoorrading afhankelijk was van het beschuit en brood van de pistores. In deze wetteksten waren de wensen van de pistores vaak ondergeschikt aan andere belanghebbende groepen. Zelfs in deze gevallen konden de pistores echter over hun positie onderhandelen, want er staan eveneens wetten in de Codex Theodosianus die de broodfabrikanten tegen het mogelijke machtsmisbruik van deze andere belanghebbende groepen beschermden.

### Slavenhouders
Het Romeinse Rijk in de vierde en de vijfde eeuw, de periode die de wetteksten die in de Codex Theodosianus zijn opgenomen besloegen, werd gezien als een ‘slave society’. Het is dan ook niet verbazingwekkend dat een groot aantal wetten in de codex over slavernij gingen. In het licht van het petition-response model konden de slavenhouders als pressiegroep hun belangen het beste behartigen bij de keizer, in tegenstelling tot de slaven zelf. Slavenhouders waren over het algemeen welvarend: een klein percentage van de rijkste slavenhouders bezat een groot aantal van alle slaven in het Romeinse rijk. De extreem welvarende slavenhouders hadden als Romeinen van hoge status de belangrijkste politieke posities in handen. Zo bestond de senaat vrijwel geheel uit slavenhouders. Ook andere lagen van de politiek waren gevuld met slavenhouders; rijkdom, slavernij en politiek waren namelijk met elkaar verbonden. Hoge status, extreme welvaart, politieke connecties en posities zijn belangrijke aanwijzingen dat slavenhouders zeer succesvol waren als pressiegroep. Deze invloedrijke slavenhouders konden verder directe toegang krijgen tot de keizer om petities kracht bij te zetten. Het was belangrijk voor de keizer om te luisteren naar mannen van status om steun te krijgen voor zijn beslissingen, omdat dit bijdroeg aan de legitimiteit van zijn heerschappij. Tegenover slavenhouders maakten slaven daarom weinig kans om als een succesvolle pressiegroep op te kunnen treden. De belangen van de slaven stonden in principe niet op de eerste plek. Toch konden de belangen van slaven wel behartigd worden als deze overlapten met die van andere invloedrijke groepen. Zo werd een slaaf bij een rechtszaak voor de rechtbank tot op zekere hoogte beschermd tegen marteling. Dit was echter voornamelijk om het bezit van de slavenhouders te beschermen, omdat slaven toen eenmaal werden beschouwd als hun eigendom.           

### Senatoren
Hoewel de extreem welvarende slavenhouders vaak ook een belangrijke politieke functie hadden, zoals een plek in de senaat, had de senaat - eens de onbetwiste wetgevende macht van het Romeinse rijk - sterk aan macht ingeboet. Toelating tot de orde der senatoren werd in een beloning voor militaire en bureaucratische carrières. Dit was een nadelige ontwikkeling voor de mannen die al via overerving tot de senatoriale stand behoorden, hun exclusieve positie werd hierdoor immers minder exclusief. De keizer werd ondersteund door zijn adviseurs en stond centraal in het opstellen en uitgeven van de wetgeving in het rijk. Hoewel de macht van de senaat in de praktijk sterk was verminderd, kende de senaat nog enkele formele voorrechten, bijvoorbeeld toegang tot de keizer via delegaties. Zoals eerder beschreven werd wetgeving beïnvloed door belangengroepen via het petition-response model. De senaat opereerde ook als een dergelijke belangengroep. Volgens Harries was de senaat van Rome zelfs de meest invloedrijke belangengroep van het West-Romeinse Rijk. De senaat bestond in de vierde en vijfde eeuw, net als in de eerdere perioden, uit de belangrijkste grootgrondbezitters van het rijk en deze konden individueel nog veel invloed uitoefenen. Wanneer de senaat verenigd was, kon zij ook in de praktijk nog als politiek orgaan het keizerlijk beleid beïnvloeden. De Codex Theodosianus werd samengesteld door een commissie die bestond uit senatoren. In de codex zijn wat betreft de senatoren vooral de wetgeving rondom belasting op grootgrondbezit en die over toelating tot de orde der senatoren van belang. Op het gebied van belastingen moesten de senatoren de nodige nadelige wetgeving slikken, maar kwam het ook regelmatig voor senatoren gunstige wetgeving tot stand kwam. Enerzijds was de wetgevende macht van de senaat in de Codex Theodosianus dus beperkt, anderzijds kon de senaat als belangengroep wel bepaalde wetgeving beïnvloeden.

### Christenen
In tegenstelling tot de minder belangrijke positie van senaat, nam de positie van christenen juist in belang toe: het christendom begon steeds meer de dominante religie van het Romeinse Rijk te worden. De eerste keizer in de codex, Constantijn, was ook de eerste christelijke keizer. Theodosius I maakte bovendien aan het eind van de vierde eeuw het christendom tot staatsgodsdienst. Bijna alle keizers in de codex tolereren het christendom en dit is terug te zien in de wetgeving. In boek 16 van de Codex zijn alle wetten die te maken hebben met de christelijke kerk en de vervolging van heidenen opgenomen. De rol van het christendom bij het ontstaan van de Codex Theodosianus en bij het opstellen van de wetten is onduidelijk en is onderwerp van debat. Christenen hadden in ieder invloed als pressiegroep. Christenen benaderden de keizer met petities, waarbij het vaak vooral ging om lokale problemen of belangen die de keizer moest oplossen. Hoewel bijna alle keizers christelijk waren, hadden ze niet altijd dezelfde belangen als de christenen. De keizers wilden vooral de openbare orde en de rust bewaren, waardoor er soms ook in het nadeel van de christenen werd besloten. Christenen hadden wel relatief veel invloed, waardoor in ieder geval de seksuele normen, slavernij, gladiatorenspelen en corruptie werden ‘verchristelijkt’. De seksuele normen werden steeds meer rigide, waarbij er bijvoorbeeld in toenemende mate op homoseksualiteit werd neergekeken en er ook wetten tegen werden uitgevaardigd. Slavernij werd op sommige gebieden iets humaner, maar dit betekende niet dat christenen het af wilden schaffen. Gladiatorenspelen werden afgeschaft en de corruptie werd veel minder, vooral via wetgeving. Het zou kunnen dat onder invloed van het christendom de straffen relatief milder werden en dat er eerder genade kwam van de keizer. Het lijkt erop dat straffen tegen heidenen - aanhangers van de traditionele Romeinse godsdienst -  juist steeds heviger werden onder invloed van het christendom. Christenen hadden dus een gemeenschappelijke vijand, maar omdat het christendom nog in ontwikkeling was, vormden christenen geen uniforme groep. Dit kon hun succes als pressiegroep soms in de weg staan.

### Donatisten
In deze meer tolerante context tegenover christenen vond het schisma van de donatisten plaats, een christelijke groepering in Noord-Afrika die zich afscheidde van de moederkerk. Het geschil ging over geestelijken die tijdens de christenvervolgingen van Diocletianus kopieën van de bijbel en heilige kelken hadden overhandigd aan Romeinse functionarissen en daardoor traditores, oftewel verraders, waren geworden. De grote vragen waren of deze geestelijken werden ingewijd en of de sacramenten uitgevoerd door deze geestelijken wel legitiem waren. Wie behalve de traditores moesten worden verdreven om de zuiverheid van het lichaam van de kerk te behouden? Dat was de vraag. In de Noord-Afrikaanse kerk betoogden de donatisten dat herdopen de enige oplossing was. Hun tegenstanders waren van mening dat de kerk elders slechts één doop erkende en dat de mogelijkheid van herdopen in ieder geval niet openstond voor overleden christenen die de laatste sacramenten van traditores hadden ontvangen. Het petition-response model bood mogelijkheden aan belangengroepen om hun eigen positie te versterken. Zowel donatisten als katholieken konden gebruikmaken van de mogelijkheden die het juridisch bestel bood: tegenstrijdige belangen konden via dezelfde kanalen hun weg vinden. Miles stelt dat zowel de donatistische als de katholieke partij gedurende bijna een eeuw steeds meer officiële religieuze en juridische teksten hadden verzameld – zoals wetten uit de Codex Theodosianus of passages uit het Oude Testament – om hun eigen bestaansrecht te waarborgen. Deze teksten leverden in de vierde en vijfde eeuw n.Chr. de bouwstenen voor de oprichting van krachtige, zelfvoorzienende donatistische en katholieke gemeenschappen in christelijk Noord-Afrika.

## De Codex Theodosianus als bron voor historici
De codex is vaak aangehaald als bewijs voor de interpretatie dat de samenleving in de Late Oudheid zich kenmerkte door wetteloosheid, machtsmisbruik en onderdrukking. In de jaren ’60 stelden MacMullen en Jones dat keizers in wetteksten als autocratische heerser naar voren komen, terwijl zij in de praktijk zij weinig macht hadden, het bureaucratische apparaat inefficiënt was en de keizerlijke wetgeving slecht werd nageleefd. MacMullen verklaarde dit via de wollige retoriek in het ambtsbestuur. Jones zocht de oorzaak in de totstandkoming van laatantieke wetgeving: op aandringen van pressiegroepen vaardigden keizerlijke bureaucraten wetteksten uit en de keizer was zo afhankelijk van machtige personen aan het hof. In zijn zeer invloedrijke Later Roman Empire toetste Jones aan de hand van de Codex Theodosianus of er in de Late Oudheid sprake van bestuurlijk verval was en concludeerde dat dit inderdaad zo was. Het laatantieke rechtssysteem kampte volgens hem met allerlei problemen. Allereerst waren er simpelweg te veel bureaucraten met te weinig rechtskennis, zogenaamde “idle mouths”. Verder was het rechtssysteem te duur, te traag, kwetsbaar voor corruptie en hadden verschillende rechtbanken te vaak conflict over de jurisdictie.
MacMullen ging nog verder: in de Late Oudheid zou de samenleving veranderen in een repressief systeem waarin rechters steeds vaker gruwelijke straffen uitdeelden. De Codex Theodosianus zou pogen om ambachtslieden en hun nakomelingen aan hun beroep te binden, maar zou daarmee de massale leegloop van de steden niet kunnen voorkomen. Bovendien stelde MacMullen dat de institutionalisering van in- en omkooppraktijken tot regionale privatisering van het bestuur leidde en die fragmentatie de rechtsbescherming van burgers had uitgehold. De rechtsgeleerde Sirks verzette zich tegen het idee van fragmentatie. Hij beargumenteerde dat de wetteksten die in de Codex Theodosianus zijn opgenomen niet uit provinciale archieven afkomstig waren, maar uit centrale archieven.
Vanaf de jaren ’90 is de benadering van de Codex Theodosianus en het laatantieke rechtsstelsel flink veranderd. De vraag waarom het rechtssysteem van de Late Oudheid ondanks alles toch werkte, kwam centraal te staan. Matthews onderzocht de oorsprong van de wetteksten in de Codex Theodosianus. Keizers gaven wetteksten volgens hem herhaaldelijk uit, omdat recente uitgaven van wetten als het meest valide golden. Het overgrote deel van wetteksten was namelijk gepubliceerd op vergankelijk materiaal. Verder was het ritueel waarbij de lokale bureaucraten de nieuwe wettekst voor burgers openbaarden cruciaal voor de bredere erkenning en mogelijke inschakeling van de wet.
Harries richtte zich op het laatantieke rechtssysteem in actie. Keizerlijke wetgeving zag ze in eerste plaats als keizerlijke communicatie. Onderdanen hadden de keuze om het keizerlijke rechtssysteem in te schakelen. Daarom losten zij conflicten veelal onderling of met behulp van een bemiddelaar op. Bovendien boden bisschoppelijke rechtbanken een juridisch alternatief voor keizerlijke wetgeving. Kelly sloot zich bij Harries aan: in de Late Oudheid was geld noodzakelijk om toegang te krijgen tot de macht. Desondanks kon het bureaucratische apparaat goed functioneren.
Honoré gebruikte de Codex Theodosianus om te beargumenteren dat de quaestores - de opstellers van de keizerlijke wetgeving - in het Oost-Romeinse Rijk hooggeleerd waren, maar die in het West-Romeinse Rijk niet.  Vervolgens bracht hij dit in verband met de politieke fragmentatie die alleen het westelijke rijk optrad. Zijn methode in deze studie is echter erg omstreden, omdat hij meende aan wetteksten in de codex de verschillende individuele quaestores te kunnen herkennen. Ook Millar hield zich bezig met de bestuurlijke verschillen tussen het oosten en westen. De Codex Theodosianus was in het Latijn opgesteld, terwijl de opstellers van de codex leefden en werkten in een Griekstalige samenleving. Keizerlijke wetgeving zou volgens hem daarom bedoeld zijn als interne communicatie van hoogopgeleide bureaucraten die het Latijn beheersten. Daarmee zag hij de Codex Theodosianus als een ideologisch project dat de zogenaamde eenheid van twee uit elkaar gegroeide rijken moest verkondigen. In 2014 nam de eerder genoemde Honoré de provocerende stelling in dat het Oost-Romeinse rechtsstelsel in het jaar 400 in een aantal opzichten zelfs beter was dan in het jaar 200. Het debat is daarmee in het tegenovergestelde uiterste van MacMullen en Jones geraakt.